# Олексій Стратегопул
Олексій Меліссен Стратегопул (грец. Ἀλέξιος Μελισσηνός Στρατηγόπουλοςд/н — 1271/1275) — військовий діяч Візантійської імперії.

## Життєпис

### Війни з Епіром та Болгарією
Походив з аристократичного роду Меліссенів. Прямий нащадок цезаря Никифора Меліссена. Був праонуком Олексія Комніна Меліссена, великого дукса (командуючого флотом) Візантійської імперії, й представниці роду Стратегопул. Його дідом з жіночої лінії був Іоанн Стратегопул, великий логофет Нікейської імперії. Син Феодосія Стратегопула. Розпочав службу за імператора Іоанна III. Першою відомою посадою був військовий дука (dux militum)
1250 року входив до складу посольства, що було спрямовано до епірського деспота Михайла I. У 1252 році вже очолював військо, що діяло в Македонії — в районі міста Арніссі та озера Острово (на північ від Фессалонік), що належали Епірському деспотату. З успіхом діяв до 1253 року.
У 1254 році отримав посаду дука Серресу. 1255 році під орудою великого примікерія Костянтина Торніка рушив проти важливої фортеці Цепін у Родопських горах. Але внаслідок неузгодженості між собою візантійці зазнали поразки від болгарських військ.
1255 року під орудою імператора Феодора II брав участь у військовій кампанії проти Болгарського царства, що завершилася перемогою нікейського війська у битві при Адріанополі. Водночас належність Стратегопула до фракції Палеологів та невдоволення імператором призвели до того, що Олексія Стратегопула було кинуто за ґрати, а його сина засліплено.
Отримав свободу у серпні 1258 року, коли трон зайняв Іоанн IV. Того ж року підтримав змову Михайла Палеолога проти Георгія Музалона, що боролися за регентство над малолтіним імператором. Згодом брав участь у військовій кампаній під командування великого доместіка Іоанна Дуки Палеолога проти Епірського деспотату в Македонії.
1259 року після захоплення Михайлом Палеологом влади Олексія Стратегопула було призначено великим доместіком. У вересні ого ж року спільно з Іоанном дукою Палеологом завдав поразки у битві при Пелагонії (в Македонії) коаліції Епірського деспотату, Ахейського князівства та королівства Сицилія. За цим війська на чолі із Стратегопулом зайняли більшу частину Епіру разом з його столицею Артою, а деспот Михайло II дука Ангел втік до Італії. В результаті було встановлено зверхність Нікеї над Епіром та розширено володіння за рахунок Ахейського князівства. За ці успіхи Олексій Стратегопул отримав титул цезаря та керуванням Епіром.
У 1260 році деспот Михайло II з найманим військом висадився в Епірі. На його бік перейшли знать та місцеве населення. У битві на перевалі Трикорфон Стратегопул зазнав поразки й потрапив у полон до епірського деспота. Того ж року викуплено з неволі. Після цього на деякий час втратив усі посади.

### Відвоювання Константинополя
1261 року очолив невеличкий загін (800 вояків), з яким повинен був споглядати за діями хрестоносців Константинополя. Разом з загоном Стратегопул підійшов до містечка Селімбрія, де дізналися, що основні загони Латинської імперії та венеційський флот рушили проти Дафнузії (острова в Чорному морі, що належав Нікейській імперії). У ніч з 24 на 25 липня Олексій Стратегопул підійшов до міських стін Константинополя і сховався з вояками в монастирі біля Весняної брами. після цього вночі таємних проходом увійшли в місто, раптовим нападом знищили охорону брами, відкривши її. Доволі швидко оволоділи стінами. звістка про це викликала паніку серед вояків та знаті латинської імперії, а імператор Балдуїн II зпочтом рушив до порту, намагаючись втекти. В свою чергу Стратегопул наказав знищити венеційській квартал. Невдовзі усі місто було під владою Стратгопула. 15 серпня в нього увійшов імператор Михайло VIII.

### Останні роки
У 1262 році на посаді доместіка Заходу рушив проти Епіру, але зазнав поразки у битві при Никифора I, деспота Епіру. Олексій Стратегопул потрапив у полон, його було відправлено до Сицилії. 1265 році його було обміняно на Констанцію Гогенштауфен, удову імператора Іоанна III Дуки Ватаца. після цього не очолював якихось військ. Помер Олексій Стратегопул між 1271 та 1275 роками.

## Родина
- Костянтин, себастократор. Чоловік доньки Ісаака Дуки Ватаца